# Sofie Sjöberg
Sofie Sjöberg, född 22 augusti 1993 är en svensk volleybollspelare (libero). Hon spelar sedan 2023 för Göteborg Volleybollklubb. Tidigare har hon spelat för Örebro Volley och för Engelholms VS (2013/14) och RIG Falköping (2010/11-2011/12). Hon spelar i seniorlandslaget. Sofies moderklubb är Kungälvs VBK.